# Shorea conica
Shorea conica är en tvåhjärtbladig växtart som beskrevs av Van Slooten. Shorea conica ingår i släktet Shorea och familjen Dipterocarpaceae. Inga underarter finns listade i Catalogue of Life.